# Răzălăi, Sîngerei
Răzălăi este un sat din cadrul comunei Pepeni din raionul Sîngerei, Republica Moldova.

## Personalități
- Iosif Naniescu (1820-1902) - episcop al Argeșului (1873-1875) și mitropolit al Moldovei și Sucevei (1875-1902), membru de onoare al Academiei Române (din 1888)